# Доклад Хирша
Доклад Хирша (англ. Hirsch report, полное название Peaking of World Oil Production: Impacts, Mitigation, and Risk Management) — известный отчет о пике нефти, созданный по заказу министерства энергетики США и опубликованный в феврале 2005 года.
Небольшое обновление отчета было опубликовано в 2007.
В отчете изучается вопрос пика нефти (прохождение максимума нефтедобычи и последующее снижение количества добываемой нефти). Также рассматриваются возможные меры по уменьшению последствий пика, и проблемы, которые возникнут, если таких мер вовремя не предпринять.
Ведущий автор отчета Robert Hirsch.

## Введение
«Пик мировой добычи нефти ставит перед США и всем миром беспрецедентную проблему управления рисками. В процессе приближения к пику цены на жидкие топлива и нестабильность цен драматично возрастут, и без своевременного смягчения пика добычи экономические, социальные и политические потери будет беспрецедентными. Реальные варианты смягчения существуют как со стороны спроса, так и предложения, но для оказания существенное воздействие, их нужно было начать ранее чем за десять лет до пика».Оригинальный текст (англ.)The peaking of world oil production presents the U.S. and the world with an
unprecedented risk management problem. As peaking is approached, liquid fuel prices and price volatility will increase dramatically, and, without timely mitigation, the economic, social, and political costs will be unprecedented. Viable mitigation options exist on both the supply and demand sides, but to have substantial impact, they must be initiated more than a decade in advance of peaking.— Доклад Хирша
В октябре 2005 краткое содержание доклада было опубликовано Хиршем в Atlantic Council.

## Прогнозы
В работе указаны различные прогнозы по дате достижения глобального пика производства нефти по мнению геологов, ученых, экономистов. Позже, в 2010 Хирш развил прогноз и пришел к выводу, что количество добываемой нефти начнет снижаться примерно с 2015 года.
| Примерная дата пика | Автор оценки              |
| ------------------- | ------------------------- |
| 2006-2007           | Bakhtiari                 |
| 2007-2009           | Matthew Simmons           |
| Позже 2007          | Skrebowski                |
| Ранее 2009          | Deffeyes                  |
| Ранее 2010          | Goodstein                 |
| Около 2010          | Colin Campbell            |
| Позже 2010          | World Energy Council      |
| 2010-2020           | Laherrere                 |
| 2016                | EIA (Номинальный прогноз) |
| Позже 2020          | CERA                      |
| 2025 или позже      | Shell                     |

## Предупреждение негативных последствий
При условии, что существующие ныне потребители нефтепродуктов продолжат потребление, доклад Хирша рассматривает эффекты следующих предупредительных мер:
1. Транспорт с высокой топливной эффективностью;
2. Широкая разработка тяжелых нефтей и нефтеносных песков;
3. Развитие объемов преобразования угля в жидкое топливо;
4. Широкое применение третичных методов нефтедобычи (Enhanced oil recovery);
5. Внедрение процессов преобразования газового топлива в жидкое (Gas-to-liquids).

## Выводы
Выводы отчета:
- Достижение пика мировой добычи нефти произойдет в ближайшее время, и, вероятно процесс будет резким.
  - Мировая добыча традиционной нефти достигнет максимума и затем будет снижаться.
  - По некоторым прогнозам пик будет достигнут в 2005—2015 года, по другим — немного позже.
  - Пик неизбежно будет достигнут, однако точное время прохождения пика неясно.
- Прохождение пика нефти будет иметь негативный эффект в мировой экономике и в экономике США.
  - В XX веке экономика США сформировалась в условиях доступности дешевой нефти.
  - Экономические потери США будут измеряться в триллионах долларов.
  - Резкое повышение топливной эффективности и развитие топлив-заменителей уменьшит негативные эффекты.
- Пик нефти приводит к уникальным по сложности проблемам.
  - Без массовых мер по смягчению, проблемы будут глобальными и длительными.
  - Предыдущие переходы к новым источникам энергии (от древесины к углю, от угля к нефти) были постепенными и плавными.
  - Достижение пика нефти произойдет резко и приведет к революционным последствиям.
- Большой проблемой являются жидкие топлива для транспорта.
  - Сроки службы транспорта измеряются десятилетиями.
  - Резкие смены транспортного оборудования принципиально невозможны
  - Автомобили, самолеты, поезда и корабли не готовы к резкому переходу с жидких топлив на какие-либо альтернативы.
- Любые меры смягчения пика нефти потребуют значительного времени.
  - Если начать подобные меры одновременно с пиком, мир будет дефицитным по жидким топливам в течение двух десятилетий или дольше
  - При начале глобального внедрения подобных мер за 10 лет до пика, дефицит топлив будет длиться в течение примерно десяти лет.
  - При начале глобального внедрения подобных мер за 20 лет до пика возможно избежать периода дефицита топлив.
- Как спрос, так и предложение нефти требуют внимания.
  - Установление высоких цен на нефть приведет к вынужденному снижению потребления, экономической рецессии и высочайшим уровням безработицы.
  - Внедрение больших мощностей по производству заменителей жидкого топлива — возможная и обязательная мера.
  - Производство заменителей жидкого топлива представляется автору технически и экономически возможным.
- Вопрос в правильном управлении рисками.
  - Достижение пика добычи — классическая проблема риск-менеджмента.
  - Внедрение мер задолго до пика может быть преждевременным, в случае, если пик будет достигнут значительно позже
  - С другой стороны, если пик будет пройдет в ближайшее время, любая задержка с широким внедрением мер может оказаться чрезвычайно разрушительной.
- Требуется вмешательство правительств в проблему.
  - Иначе экономические и социальные последствия пика нефти будут хаотическими.
  - Целесообразность может потребовать серьезных изменений в существующих административных и регуляторных процедурах.
- Экономический переворот не является неизбежным.
  - Без адекватных мер, прохождение пика нефти приведет к серьезнейшим экономическим потрясениям и изменению популяции
  - При внедрении мер в подходящее время, проблемы являются теоретически разрешимыми при нынешнем уровне технологий.
  - Новые технологии необходимы на более длительной временной шкале.
- Требуется сбор большего количества информации.
  - Для эффективной борьбы с негативными последствиями пика требуется глубокое понимание проблем.
  - Риски и возможные выгоды от предполагаемых мер требую изучения.

## Три основных сценария
- Если начать программу преодоления последствий пика после его прохождения, мир будет дефицитным по жидкому топливу на двадцать лет или более.
- Начало программы преодоления пика за десять лет до самого пика поможет его преодолеть, однако все еще оставляет около 10 лет нехватки жидких топлив после прохождения пика.
- Начало программы преодоления пика за 20 лет до самого пика кажется авторам возможностью преодолеть период дефицита жидких топлив в прогнозируемом периоде.

## Применимость вне США, критические замечания
Доклад Хирша предлагает ускоренную программу внедрения новых технологий и изменений настроений в США, также подразумевая увеличение исследований и разработок. Достижение пика нефти указывается в докладе как основная причина для принятия немедленных мер.
Резкие изменения цен на сырую нефть могут вызываться рыночными причинами и мнениями инвесторов, и таким образом затрудняют предсказание даты пика нефти.
На 2004 год США потребляло около четверти всей мировой нефти (26 %), тогда как в них проживает лишь 4,3 % населения планеты. Европа потребляла 11 % нефти при 6,8 % населения. Таким образом, снижение объемов добычи нефти сильнее всего скажется на США и развитых странах.
Часть мер, предлагаемых Хиршем реализуются в Европе.